# Татарський проїзд (Житомир)
Татарський проїзд — проїзд в Богунському районі міста Житомира.

## Характеристики
Розташований на Мальованці, на теренах Закам'янки. З'єднує вулицю Закам'янську та Закам'янський провулок.

## Історія
Проїзд та садиби обабіч проїзду сформувалися на початку ХХ століття. Проїзд отримав назву у 1995 році.